# Мауро Лустрінеллі
Мауро Лустрінеллі (італ. Mauro Lustrinelli, нар. 26 лютого 1976, Беллінцона) — швейцарський футболіст, що грав на позиції нападника. По завершенні ігрової кар'єри — тренер. З 2018 року очолює тренерський штаб молодіжної збірної Швейцарії.
Виступав, зокрема, за «Беллінцону», а також національну збірну Швейцарії, у складі якої був учасником чемпіонату світу 2006 року.

## Клубна кар'єра
Народився 26 лютого 1976 року в місті Беллінцона. Вихованець юнацьких команд футбольних клубів «Джуб'яско» і «Беллінцона».
У дорослому футболі дебютував 1994 року виступами за «Беллінцону», з наступного року став одним з гравців основного складу команди, яка на той час змагалася у третьому швейцарському дивізіоні, а згодом й головним її бомбардиром. Загалом взяв участь у 164 матчах чемпіонату і мав  середню результативність на рівні 0,66 голу за гру першості.
2001 року нападника до своїх лав запросив один з лідерів другої швейцарської ліга, «Віль», за який Лустрінеллі відіграв два з половиною сезони, причому останні півтора — вже у швейцарській Суперлізі. На початку 2004 року його новою командою став «Тун», у складі якого в сезоні 2004/05 він став віце-чемпіоном країни і наступного сезону дебютував у Лізі чемпіонів.
Протягом 2006 року виступав у Чехії у складі празької «Спарти», після чого повернувся на батьківщину, уклавши контракт з «Люцерном». 2008 року повернувся до «Беллінцони», частину 2010 року грав за «Янг Бойз», а завершив кар'єру у «Туні», за який провів 18 ігор у сезоні 2011/12.

## Виступи за збірну
2005 року дебютував в офіційних матчах у складі національної збірної Швейцарії. Протягом кар'єри у національній команді, яка тривала 4 роки, провів у її формі 13 матчів.
У складі збірної був учасником чемпіонату світу 2006 року у Німеччині, де виходив на поле у двох із чотирьох ігор своєї команди.

## Кар'єра тренера
Завершивши виступи на футбольному полі у 2012, залишився у клубній структурі «Туна», ставши одним з тренерів його основної команди.
2015 року став асистентом Ганйца Мозера у тренерському штабі молодіжної збірної Швейцарії. 2017 року на деякий час повертався до клубної роботи, очолюючи тренерський штаб «Туна», після чого був призначений головним тренером юнацької збірної Швейцарії (U-16).
2018 року змінив свого колишнього патрона Мозера на посаді головного тренера молодіжної збірної країни.

## Титули і досягнення
- Володар Кубка Чехії (1):

«Спарта» (Прага): 2005/06